# Floyd O’Brien
Floyd O’Brien (* 7. Mai 1904 in Chicago; † 26. November 1968 ebenda) war ein US-amerikanischer Posaunist des Chicago-Jazz.
Er spielte ab Anfang der 1920er Jahre in Chicago als inoffizielles Mitglied der Austin High School Gang und spielte unter anderem in den Bands von Earl Fuller, Floyd Town, Charles Pierce, Thelma Terry und Husk O’Hare. 1930/31 spielte er in einer Theater-Band in Des Moines und ging dann nach New York City. Dort spielte er mit Joe Venuti, Mal Hallett, Mike Durso und in den Bigbands von Phil Harris (1936 bis 1939), Gene Krupa and His Orchestra (1939/40) und Bob Crosby (1940 bis 1942). Er nahm mit Bud Freeman, Eddie Condon (ab 1933), Mezz Mezzrow, George Wettling und Fats Waller auf. 1943 ging er nach Los Angeles, wo er in der kurze Zeit bestehenden Bigband von Eddie Miller war, mit Bunk Johnson aufnahm und mit Shorty Sherock, Jack Teagarden und Wingy Manone spielte. Er spielte auch als Studiomusiker und nahm mit Charles LaVere und seinen Chicago Loopers auf. 1948 zog er wieder nach Chicago. Er spielte mit Art Hodes (u. a. 1955/56), Danny Alvin (1957/58), Albert Nicholas (1959) und Smokey Stover (1959). Überwiegend arbeitete er aber als Lehrer und Klavierstimmer.
Er nahm nur einmal 1945 bei Jump unter eigenem Namen auf.